# Ric Sanders

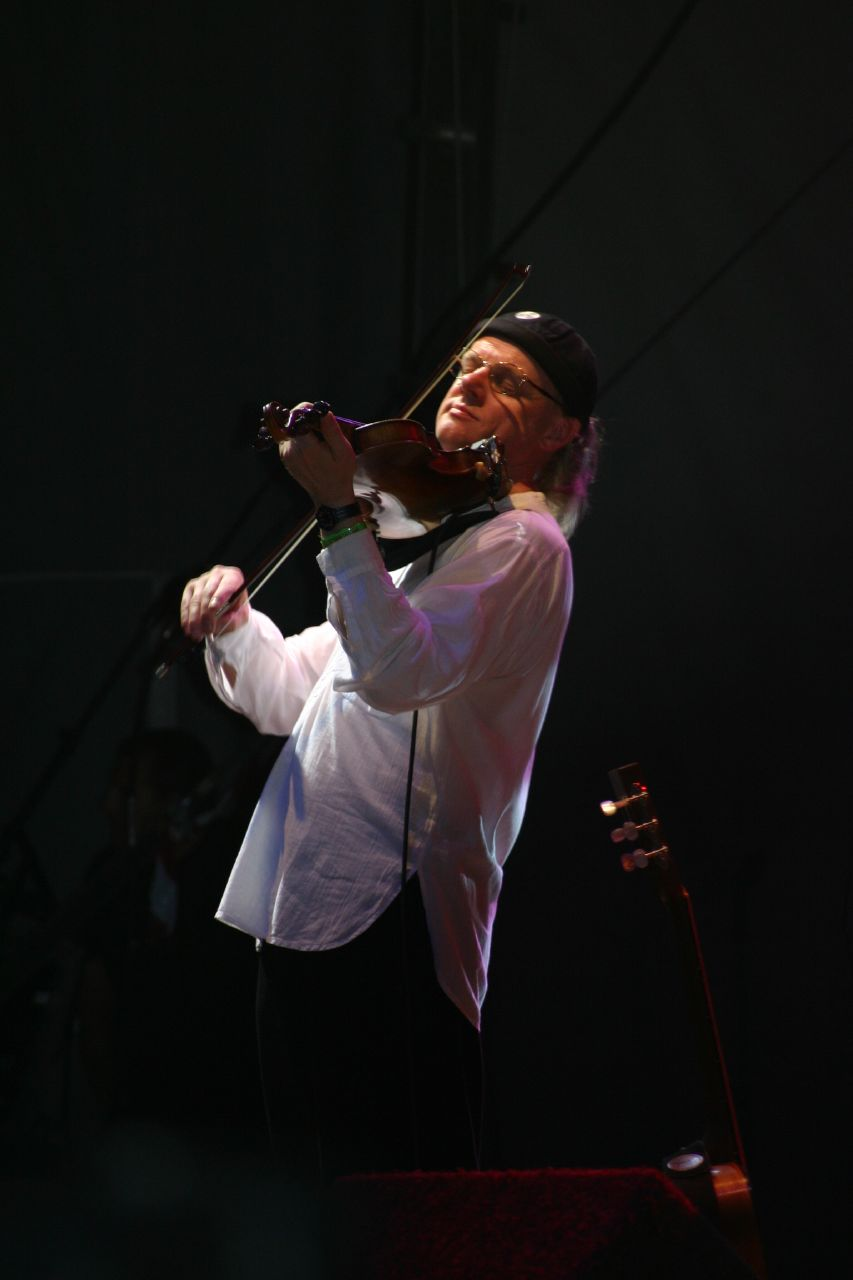
Ric Sanders (2004)

Richard 'Ric' Sanders (Birmingham, 8 december 1952) is een Brits violist binnen de genres folk en jazz. Hij heeft deel uitgemaakt van Soft Machine en Fairport Convention, maar speelde daarnaast mee op talloze albums van anderen.
Sanders’ eerste stappen in de professionele muziek vonden plaats in de band Red Buddha Theater van Stomu Yamashta. Vervolgens trad hij op met jazzmuzikanten Johnny Patrick en Michael Garrick. Daarna toerde voor een korte tijd met Soft Machine en The Albion Band. In 1981 was hij mede-oprichter van de Morgreen Studios. In 1984 trad hij toe tot Fairport Convention, beginnende met het album Gladys’ Leap, Fairport was toen al haar hoogtepunt heen.  Begin 21e eeuw richtte hij de Ric Sanders Group op met Vo Fletcher (gitaar)) en Michael Gregory (drums). Artiesten met wie Sanders door de jaren speelde en opnam zijn onder meer  Rick Wakeman, Dave Cousins en Strawbs, Jethro Tull, Robert Plant, Roy Harper, Gary Brooker, Pentangle, Gordon Giltrap, Andrew Cronshaw, June Tabor, Martin Simpson, Charlie Landsborough, All About Eve, The Mission, Fred Thelonious Baker, Catherine Howe en John Etheridge en Stéphane Grappelli (band 2nd Vision).

## Discografie

### Solo
- Whenever (1984)
- Neither Time Or Distance (1991)
- Still Waters (2008)

### In bands
- Soft Machine: Alive & Well: Recorded in Paris (1978)
- The Albion Band: Rise Up Like the Sun (1978)
- John Etheridge & Ric Sanders: Second Vision (1980)
- 2nd Vision:  First Steps (1980)
- String Time: String Time (1983)
- Fairport Convention: Gladys' Leap (1985)
- Fairport Convention: Expletive Delighted! (1986)
- Fairport Convention: In Real Time (1987)
- Gordon Giltrap & Ric Sanders: One to one (1989)
- Fairport Convention: Red and Gold (1989)
- Fairport Convention: The Five Seasons (1990)
- Fairport Convention: Jewel in the Crown (1995)
- Fairport Convention: Old, New, Borrowed, Blue (1996)
- Fairport Convention: Who Knows Where the Time Goes? (1997)
- Fairport Convention: The Wood and the Wire (1999)
- Fairport Convention: XXXV (2001)
- Ric Sanders Group: Parable: Music for the Anjali Dance Company (2003)
- Ric Sanders Group: In Lincoln Cathedral (2004)
- Fairport Convention: Over the Next Hill (2004)
- Fairport Convention: Sense of Occasion (2007)
- Fairport Convention: Festival Bell (2011)

### Als gast
- Andrew Cronshaw: Wade in the Flood (1978)
- Gordon Giltrap: The peacock party (1979)
- Mick Stevens: The Englishman (1979)
- Martin Simpson: Special Agent (1981)
- Pete York: String Time in New York (1983)
- English Air: English Air (1983)
- Loudon Wainwright III: I'm Alright (1984)
- Phenomena: Phenomena (1985)
- English Air: The Space Inbetween (1985)
- Mark Geronimo: London Moon & Barnyard Remedy (1986)
- Jethro Tull: Crest of a Knave (1986)
- Andrew Cronshaw: Till the Beasts' Returning (1987)
- Gordon Giltrap: A midnight clear (1987)
- Simon Nicol: Before Your Time... (1987)
- The Bodhi-Beat Poets: White Light (1987)
- June Tabor: Aqaba (1988)
- All About Eve: All About Eve (1988)
- Gerry Rafferty: North and South (1988)
- Andrew Cronshaw: The Andrew Cronshaw CD (1989)
- All About Eve: Scarlet and Other Stories (1989)
- Gordon Giltrap: One to one (1989)
- Ashley Hutchings: Songs from the Shows (1990)
- The Mission: Masque (1992)
- Andrew Cronshaw: The Language of Snakes (1993)
- Martin Barre: A Trick of Memory (1994)
- Ashley Hutchings: The Guv'nor's Big Birthday Bash (1995)
- Judy Dunlop & Ashley Hutchings: Sway with Me (1996)
- The Albion Band: Live at the Cambridge Folk Festival (1996)
- Roy Harper: The Dream Society (1998)
- Jerry Donahue: Telecasting Recast (1999)
- Richard Greene & Beryl Marriott: Hands Across the Pond (2001)
- Rick Wakeman and Dave Cousins: Hummingbird (2002)
- Rainbow Chasers: Fortune Never Sleeps (2006)
- Durbervilles: Alternative Route to All Destinations (2007)
- Aquarium: Loshad' Belaya (White Horse) (2008)
- Tiny Tin Lady: Ridiculous Bohemia (2008)

- Gemeinsame Normdatei: 134717376
- International Standard Name Identifier: 0000 0000 5554 4401
- Library of Congress Control Number: no98022564
- MusicBrainz: bf8176d7-48e8-4cc0-adde-ccc0a4cac757
- Nationale Bibliotheek van Israël: 987007351898905171
- Nederlandse Thesaurus van Auteursnamen: 105064610
- Virtual International Authority File: 259149106377568492926